# Bruchophagus ciriventris
Bruchophagus ciriventris is een vliesvleugelig insect uit de familie Eurytomidae. De wetenschappelijke naam is voor het eerst geldig gepubliceerd in 1991 door Fan & Liao.